# Ivandro
Joaquim Ivandro Paulo, conhecido simplesmente como Ivandro (Benguela, Angola; 26 de julho de 1998), é um cantor e músico luso-angolano. 
Em Portugal, foi concorrente dos programas de televisão Ídolos em 2015 e Got Talent Portugal em 2017. Em 2023, foi convidado pela RTP para ser um dos compositores da edição do Festival da Canção desse ano.

## Percurso
Iniciou o seu percurso na música no ano de 2013, começando por cantar e tocar guitarra, e compôs depois as suas primeiras canções originais. Em 2015, concorreu à  6.ª edição do programa de talentos Ídolos, não tendo chegado à fase final do concurso. Dois anos mais tarde, em 2017, participou no concurso Got Talent Portugal, não tendo chegado à fase das galas em direto.
A partir de 2017, os seus singles começaram a ter sucesso nas redes sociais, tendo colaborado com artistas como Instinto 26, Waze, Gson, Valdo e Goblin.
Em 2019, ançou o seu primeiro EP, Lua Cheia.
Em setembro de 2019, colaborou com o rapper português Bispo no single "Essa Saia", que atingiu mais de quinze milhões de reproduções nas plataformas de streaming.
Colaborou com a cantora Bárbara Bandeira no single "Como Tu", lançado em setembro de 2022, que atingiu no início de 2025 já obteve o galardão de nônupla platina e 36 milhões de visualizações na plataforma YouTube.
Ainda em 2022, lançou a canção "Mó Paz", juntamente com a artista pop brasileira Iza, e realizou o seu primeiro concerto em Angola, o país onde nasceu, no mês de outubro desse ano.
Em 2023, foi convidado pela RTP para ser um dos compositores do Festival da Canção desse ano, tendo composto e interpretado a canção "Povo", que ficou no 5º lugar da classificação final do festival.
Em fevereiro de 2024, Ivandro lançou o seu primeiro álbum, Trovador.

## Reconhecimento e prémios
Em 2022 e 2024, foi nomeado na categoria Best Portuguese Act dos prémios MTV Europe Music Awards.
Em 2022, foi nomeado para os Play - Prémios da Música Portuguesa, na categoria de Artista Revelação. No ano seguinte, recebeu mais duas nomeações, para Vodafone Canção do Ano - com o seu êxito "Lua" - e Melhor Artista Masculino, arrecadando ambos os prémios. O single "Lua" também valeu a Ivandro o prémio de Melhor Single Nacional na gala Melhores do Ano 2023, da Rádio Nova Era.
No final de novembro de 2022, foi revelado que Ivandro havia sido o artista português mais ouvido no Spotify em Portugal nesse mesmo ano, com mais de 900 mil ouvintes mensais. Um mês depois, foi distinguido como uma das Personalidades Negras Mais Influentes da Lusofonia, pela PowerList100 da BANTUMEN.
Fornova Melhores do Ano Nova Era
| Ano  | Categoria              | Trabalho                        | Resultado |
| ---- | ---------------------- | ------------------------------- | --------- |
| 2020 | Melhor Single Nacional | "Essa Saia" (Bispo com Ivandro) | ?         |
| 2023 | Melhor Single Nacional | "Lua"                           | Venceu    |

MTV Europe Music Awards
| Ano  | Categoria                | Trabalho | Resultado |
| ---- | ------------------------ | -------- | --------- |
| 2022 | Melhor Artista Português |          | Indicado  |
| 2024 | Melhor Artista Português | Indicado |           |

Play - Prémios da Música Portuguesa
| Ano  | Categoria         | Trabalho                                 | Resultado |
| ---- | ----------------- | ---------------------------------------- | --------- |
| 2022 | Revelação do Ano  |                                          | Indicado  |
| 2023 | Artista Masculino |                                          | Venceu    |
| 2023 | Canção do Ano     | "Lua"                                    | Venceu    |
| 2024 | Canção do Ano     | "Chakras" (com Julinho KSD)              | Indicado  |
| 2024 | Canção do Ano     | "Como Tu" (Bárbara Bandeira com Ivandro) | Indicado  |
| 2024 | Artista Masculino |                                          | Indicado  |

## Discografia

### Álbuns
Trovador (2024) (AFPː n.º 3)

### EP
| Título    | Ano  |
| --------- | ---- |
| Lua Cheia | 2019 |

### Singles
"Por ti" (2017)
"Vou seguir" (2017)
"Porta" (2018)
"Outra vez" (2019)
"Beauty Queen" (2019)
"Up&Down" (2019)
"Essa Saia" (Bispo com Ivandro) (2019)
"Mais velho" (2020)
"Não é fácil" (2020)
"Imagina" (2021)
"Carta" (2021)
"Moça" (2021)
"Scroll" (2022)
"Lua" (2022)
"That's Me" (2022)
"Como Tu" (Bárbara Bandeira com Ivandro) (2022) (9x platina)
"I'm sorry" (2022)
"Chakras" com Julinho KSD (2023)
"Chamadas" com Van Zee (2023)
"Barco" com Bispo (2023)
"Noite" com Vitor Kley (2023)
"Trovador" (2024)